# Marie Kreutzer
Pour les articles homonymes, voir Kreutzer.
Marie Kreutzer, née en 1977 à Graz en Autriche, est une réalisatrice et scénariste autrichienne.

## Biographie
Marie Kreutzer naît à Graz de la femme politique styrienne Ingrid Lechner-Sonnek (de), membre du parti Les Verts - L'Alternative verte (en allemand : Die Grünen – Die Grüne Alternative). Elle grandit à Graz ainsi qu'à Gleisdorf. Elle fréquente, à Graz, l'école modèle AHS, une école alternative à vocation artistique et obtient son Matura en 1995. De 1997 à 2005, elle étudie l'écriture et la dramaturgie à la Vienna Film Academy avec Walter Wippersberg. Elle remporte le Grand Prix du festival du film autrichien Diagonale avec son premier long métrage, Die Vaterlosen, dans lequel elle raconte l'histoire d'une communauté.
Son long métrage Der Boden unter den Füßen est sélectionné au Festival international du film de Berlin 2019 dans la compétition pour l'Ours d'or.
Kreutzer vit à Vienne.

## Filmographie

### Comme réalisatrice
Marie Kreutzer est également scénariste des films qu'elle réalise.

#### Cinéma
- 2000 : Cappy Leit (court métrage)
- 2002 : Un peu beaucoup (court métrage)
- 2006 : White Box (court métrage basé sur une histoire de Siri Hustvedt)
- 2007 : Punsch Noël (court métrage)
- 2011 : Die Vaterlosen
- 2015 : Gruber geht
- 2016 : Was hat uns bloß so ruiniert
- 2019 : Der Boden unter den Füßen
- 2022 : Corsage

#### Télévision
- 2003-2012 : Sendung ohne Namen (30 épisodes)
- 2004 : Die sieben Todsünden (1 épisode)
- 2007 : Kreuz und Quer (1 épisode)
- 2017 : Die Notlüge (de) (téléfilm)
- 2022 : Vier (téléfilm)

### Comme scénariste
- 2002 : Projektionen eines Filmvorführers in einem Pornokino d'Anja Salomonowitz
- 2006 : Das Fräulein d'Andrea Štaka
- 2014 : La Vie d'une autre (Cure: The Life of Another) d'Andrea Štaka
- 2020 : La Vie que nous voulions d'Ulrike Kofler

## Récompenses et distinctions
- 2000/2001 : 1er Prix de la compétition de films jeunesse du Festival du court-métrage d'Oberhausen
- 2000/2001 : 1er prix Prix du concours de scénario des étudiants de la Vienna Film Academy (Cappy Leit)
- 2003 : 3e Prix au short cuts Cologne 03 (un peu beaucoup)
- 2007 : Prix du scénario Thomas Pluch au festival Diagonale
- 2011 : Berlinale Panorama : mention honorable pour le meilleur premier film
- 2011 : Diagonale : Grand Prix du meilleur film de fiction et trois autres prix
- 2011 : Bolzano Film Festival : Prix du meilleur film de fiction
- 2011 : 5 Lakes Film Festival : Prix du meilleur film pour la jeunesse (Die Vaterlosen)
- 2012 : Nomination pour le Prix du cinéma autrichien (Die Vaterlosen)
- 2017 : Biberacher Film Festival - Castor TV pour Die Notlüge comme meilleur téléfilm[3]
- 2019 : Nomination pour le prix du scénario Thomas Pluch (prix principal et prix spécial du jury) pour Der Boden unter den Füßen